# La nascita di Salomè
La nascita di Salomè è un film del 1940 diretto da Jean Choux.
Il soggetto è tratto dalla commedia omonima di Cesare Meano. Il film è stato girato a Cinecittà.

## Trama
Il re dei Parti, potentissimo sovrano dell'antica Persia, venuto a conoscenza che il monarca di un piccolo regno, Aristobulo, ha sposato Salomè, bellissima danzatrice, manda da lui un messaggero per offrirgli quattro provincie in cambio della moglie. Aristobulo non si sogna nemmeno di perdere la sua Salomè, accordandosi con uno astuto ministro gliene invia una falsa, selezionata accuratamente tra le bellezze del suo regno: avviene in questo modo la nascita di una nuova Salomè, bella ed abile danzatrice, capace di accattivarsi tutti gli uomini. Tutto questo viene scoperto dagli inviati dal re dei Parti ma, affascinati, fingono che non ci sia stato inganno e conducono la fanciulla presso il loro sovrano, che ne rimane molto colpito e cede ad Aristobulo le provincie promesse.

## Promozione

### Manifesti e locandine
La realizzazione dei manifesti del film per l'Italia fu affidata al pittore Carlo Ludovico Bompiani.

## Accoglienza

### Critica
(Osvaldo Scaccia, Film n. 52, 28 dicembre 1940))